# Brendola
Brendola är en ort och kommun i provinsen Vicenza i regionen Veneto i Italien. Kommunen hade 6 643 invånare (2018).